# فیثاغورس
فیثاغورِس یا پیساگُراس (به یونانی: Πυθαγόρας) فیلسوف و ریاضی‌دان یونان باستان سده ششم پیش از میلاد بود. او نخستین کسی بود که توانست اصول پراکنده‌ای را که ریاضی‌دانان نخستین عمدتاً با استقرا و آزمون و خطا کشف کرده بودند، بر پایهٔ اصول و براهین قیاسی بنا کند.
فیثاغورس دو جنبه مختلف شخصیت داشت. یکی به عنوان فیلسوف و پیامبرِ دین، دیگری به عنوان ریاضی‌دان مطلق. شخصیت فیثاغورس در هر دو مورد بی‌اندازه مؤثر بود.
شاید مشهورترین فیلسوف ماقبل سقراط که حتی از هراکلیتوس هم مشهورتر شده، فیثاغورس است. او در ساموس زاده شد، او نخستین کسی بود که معنای «مربع» (توان دو) و «مکعب» (توان سه) عددی را تعریف کرد. به واسطه تعالیم او بود که واژه نظریه معنای آشنای امروزی را پیدا کرد. گفته‌اند او اصطلاح «فلسفه» را ابداع کرد و نیز نخستین کسی بود که واژه «کیهان» را برای جهان به کار برد. نفوذ مستقیمش تا نسل‌ها ادامه داشت. او اولین اندیشمند بزرگی بود که ریاضی را با فلسفه پیوند داد و از آن به بعد پیوند همزیستی میان ریاضی با فلسفه و دیگر علوم گسترش یافته است. امروزه می‌دانیم ریاضیات در ادراک ما از جهان هستی نقشی ضروری ایفا می‌کند. این واقعیت که نظام کائنات در همه سطوح از عظیم‌ترین کهکشان‌های دوردست گرفته تا ساختار درونی یک اتم از طرح مشابهی پیروی می‌کند که می‌توان به زبان ریاضی بیانش کرد، آن‌قدر برای ما آشنا است که با خطر بدهی انگاشته شدن روبه‌رو است.

## زندگی
فیثاغورس در جزیره ساموس، نزدیک کرانه‌های ایونی، زاده شد. او در عهد پیش از ارشمیدس، زنون، کسنوفانس و اودوکس (۵۶۹ تا ۵۰۰) پیش از میلاد می‌زیست.
در جوانی به سفرهای زیادی رفت و این امکان را پیدا کرد تا با افکار مصریان باستان، بابلیان و مهرپرستان ایران آشنا شود. تقریباً، ۲۲ سال در سرزمین‌های خارج از یونان بود و چون پولوکراتوس (شاه یونان) برای او نزد فرعون مصر سفارش کرده بود به آمازیس رفته و توانست به سادگی به رازهای کاهنان مصری دست یابد. سال‌ها در مصر ساکن بود و در خدمت کاهنان و روحانیان مصری به شاگردی پرداخت و علوم مختلف آموخت. سپس از آنجا روانه بابل شد و شاگردی را از نو آغاز کرد. او در بابل به حالت اسارت زندگی می‌کرد تا این‌که به همراه داریوش اول به پارس آمد و از تخت جمشید که در حال ساخت بود دیدن کرد.
در حدود سال ۵۳۰ پیش از میلاد، از مصر بازگشت، و در زادگاه خود مکتب اخوتی (که امروزه برچسب مکتب پیساگوراس بر آن خورده است) را بنیان گذاشت که طرز فکر اشراقی داشت. هدف او از بنیان نهادن این مکتب این بود که بتواند مطالب عالی ریاضیات و مطالبی را تحت عنوان نظریه‌های فیزیکی و اخلاقی تدریس کند و پیشرفت دهد.

### شرایط جامعه زمان زندگی فیثاغورث
فیثاغورث از مردم جزیره ساموس بود و در حدود سال ۵۳۲ پیش از میلاد به دنیا آمد، در این زمان جزیره ساموس زیر فرمان پولیکراتس بود. پولیکراتس فرد سالخورده‌ای که ثروت بسیار به چنگ آورد و نیروی دریایی بزرگی تشکیل داد.
جزیره ساموس رقیب بازرگانی ملطیه بود. بازرگانان این جزیره در خشکی نیز تا حدود تارتسوس اسپانیا مسافرت می‌کردند. تارتسوس به سبب معدن‌هایش شهرت داشت.
پولیکراتس در حدود سال ۵۳۵ پیش از میلاد حاکم ساموس شد و تا سال ۵۱۵ پیش از میلاد حکومت کرد. این حاکم مستبد که چندان به اصول اخلاقی پایبند نبود خود را از زحمت دو برادرش که در حکومت با وی شریک بودند خلاص کرد، و نیروی دریای‌اش را بیشتر در راه دزدی دریایی به کار برد. وی از این امر که شهر ملطیه به تازگی تسلیم ایرانیان شده بود، سودجویی کرد. برای این‌که از پیشروی ایرانیان به سوی غرب جلوگیری کند، خود را با آماسیس فرعون مصر متحد ساخت. ولی هنگامی که کمبوجیه شاهنشاه ایران، همه نیروی دریایی خود را به کار تصرف مصر گماشت، پولیکراتس دریافت که ممکن است پیروزی با ایرانیان باشد، جانب را عوض کرد. ناوگانی را که از دشمنان سیاسی خود تشکیل داده بود برای حمله به مصر فرستاد ولی سرنشینان کشتی‌ها شوریدند و به ساموس بازگشتند تا به خود پولیکراتس حمله کنند. پولیکراتس بر آن‌ها غالب آمد لیکن سرانجام قربانی حرص و آز خود شد. حاکم ایرانی شهر سارد چنین وانمود کرد که قصد دارد بر ضد شاهنشاه سر به شورش بردارد و حاضر است در ازای کمک پول هنگفتی به پولیکراتس بدهد. پولیکراتس برای ملاقات و مذاکره به سارد رفت و در آنجا او را گرفتند و به صلابه زدند.
پولیکراتس حامی و مشوق هنرهای زیبا هم بود و شهر ساموس را با بناهای عمومی زیبا ساخت. آناکرئون شاعر دربار او بود. اما فیثاغورس از او بیزار بود و به همین سبب از ساموس بیرون رفت گفته‌اند که فیثاغورس به مصر رفت و مقدار زیادی از دانش خود را در آنجا فرا گرفت. تا این‌که در نهایت فیثاغروس به کروتون جنوب ایتالیا رفت.
شهرهای مختلف یونانی‌نشین در شبه‌جزیره ایتالیا با یکدیگر سخت می‌جنگیدند. هنگامی که فیثاغورس به کروتون وارد شد، این شهر تازه از لوکری شکست خورده بود. اما هنوز چیزی از آمدن فیثاعورس نگذشته بود که کروتون در جنگ با سیبارس پیروزی کامل به دست آورد و این شهر را سخت ویران کرد. سیباریس در زمینه تجارت همبستگی نزدیکی با ملطیه داشت. شهر کروتون در علم طب شهرت داشت.

## آرا و اندیشه
فیثاغورس از شاگردانش انجمنی در شهر کروتونه در جنوب ایتالیا تشکیل داد. او در آنجا نه تنها به آموزش ریاضیات می‌پرداخت، بلکه از ریاضیات نتایج عرفانی می‌گرفت.

### دین فیثاغورس
فیثاغورس به زودی شخصیتِ افسانه‌ای پیدا کرد و معجزات و کرامات و قوای جادویی به او نسبت دادند. فیثاغورس دینی پدیدآورد که اصول عمده آن عبارت بود از تناسخ ارواح و ممنوعیت خوردن حبوبات. دین وی فرقه‌ای پدیدآورد که در برخی نقاط قدرت دولتی به دست می‌آورد و حکومتی از مقدسان تشکیل می‌دادند. اما میان توده مردم آن‌هایی که نفسشان خوب تزکیه نشده بود، هوس خوردن حبوبات می‌کردند و دیر یا زود دست به شورش می‌زدند.
برخی از احکام دین فیثاغورس چنین بود:
1. باید از خوردن حبوبات پرهیز کرد.
2. نباید آنچه را افتاده است برداشت.
3. نباید به خروس سفید دست زد.
4. نباید نان را شکست.
5. نباید از روی تیری که بر سر راه است قدم برداشت.
6. نباید آتش را با آهن به هم زد.
7. نباید از یک گرده نان تمام خورد.
8. نباید تاج گل را چید.
9. نباید روی پیمانه یک رطلی نشست.
10. نباید دل زا خورد.
11. نباید در جاده راه رفت.
12. نباید گذارد پرستو در سقف خانه لانه کند.
13. هنگامی که ظرفی را از روی آتش برمی‌دارید نباید جای آن را روی آتش باقی بگذارید، بلکه باید آتش را به هم بزنید.
14. به آینه‌ای که کنار چراغ باشد نگاه نکنید.
15. هنگامی که از رختخواب برمی‌خیزید آن را به هم بپیچید و اثر بدن خود را از روی آن صاف کنید.

مذهب فیثاغورس یک نهضت اصلاحی در دین اورفئوسی بود، و دین اورفئوسی یک نهضت اصلاحی در پرستش دیونیسوس بود.

فیثاغورث برای خود یک شخصیت نیمه خدایی قائل بود و گویا گفته است:
«انسان‌ها هستند و خدایان، و موجوداتی مانند فیثاغورس.»
کورنفورد می‌گوید: «همه مکتب‌هایی که از فیثاغورس الهام گرفته‌اند جنبه آن جهانی‌شان می‌چربد و همه ارزش‌ها را در اتحاد با خدا می‌جویند و جهان پیدا را به این عنوان که دروغین و فریبنده است محکوم می‌کنند. می‌گویند که این دنیا افق تیره‌ای است که در آن اشعه انوار الهی منکسر شده و در ابهام و تیرگی فرورفته است.»

### تناسخ
از عقاید فیثاغورسیان، جاودانگی روح و تناسخ بوده است.می‌گویند فیثاغورس نیز مانند فرانسیس قدیس برای جانوران موعظه می‌کرد. دیکایارکوس می‌گوید فیثاغورس چنین تعلیم می‌داد که:
«نخست، روح موجودی است باقی و به شکل انواع دیگری از موجودات زنده در می‌آید؛ دیگر این‌که هر چیزی که قدم به جهان هستی می‌گذارد پس از گذراندن دروان معینی دوباره به دنیا می‌آید و بنابراین هیچ چیزی مطلقاً جدید نیست؛ دیگر این‌که با موجوداتی که زنده به دنیا می‌آیند باید مهربانی کرد.»

### مرام اشتراکی
باید دانست که پیروان فیثاغورس تمام نظریاتشان را به «استاد» نسبت می‌دادند؛ و بنابراین مشخص نیست که چه اندازه از آیین فیثاغورس از خود فیثاغورس، و چه اندازهٔ آن از شاگردانش است.در جامعه‌ای که فیثاغورس بنیاد نهاد، زن و مرد با حقوق برابر پذیرفته می‌شدند، مال و راه رسم زندگی اشتراکی بود. حتی کشف‌های علمی و ریاضی را امری اشتراکی می‌انگاشتند، و حتی پس از مرگ فیثاغورس بر این باور بودند.

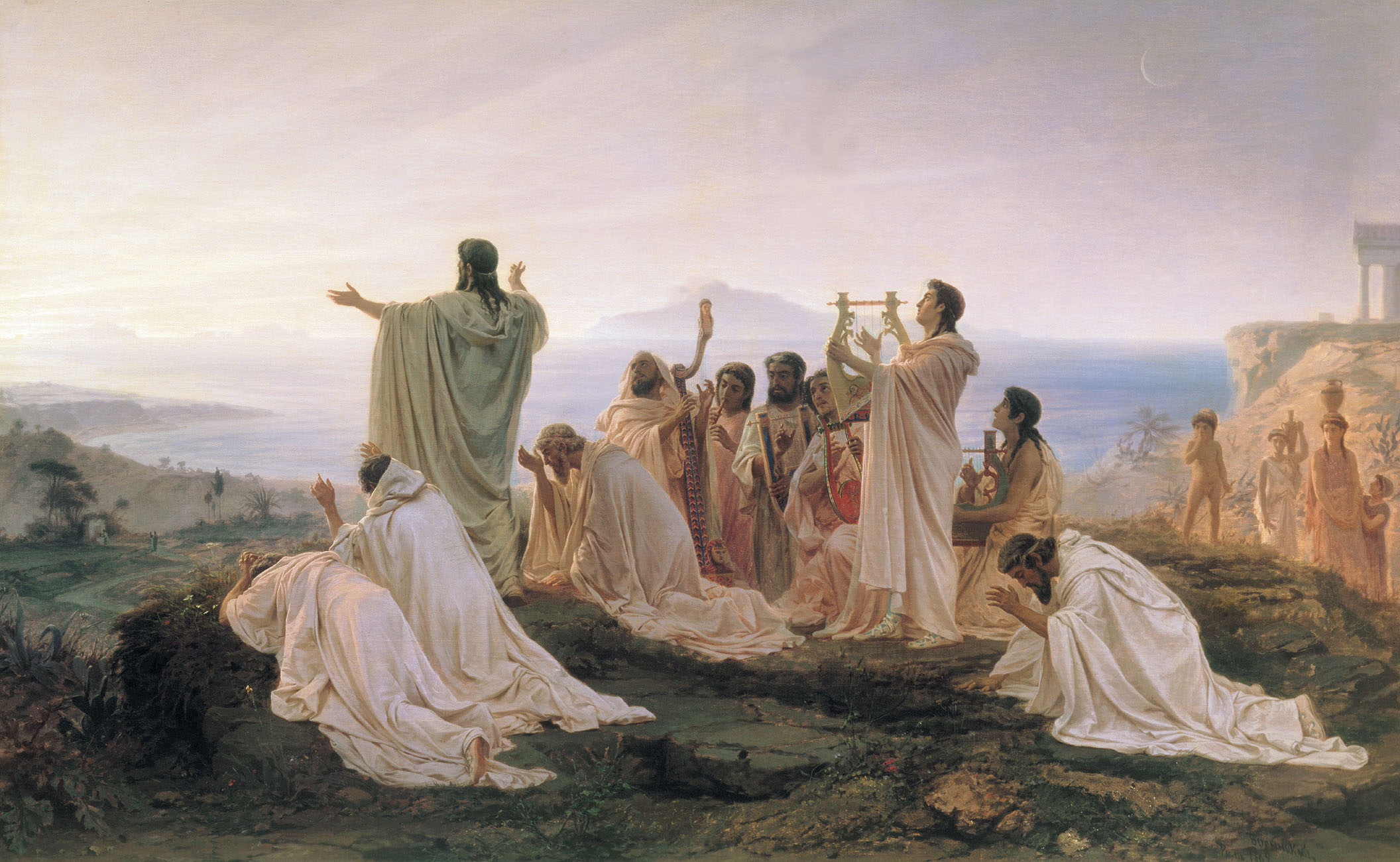
نماز فیثاغورسیان بردمیدن خورشید

### گیاه‌خواری
فیثاغورسیان با توجه به این گرایش، به وجود یکسان روح در انسان و حیوان قائل بودند ازاین‌رو کشتن حیوانات را منع می‌کردند. البته آن‌ها رژیم غذایی گیاهی را سالم‌تر هم می‌دانستند. افلاطون هم در نوشته‌هایش نظرات تقریباً مشابهی را با فیثاغورسیان ابراز می‌کند. پیروان فیثاغورس از انجیر و سبزی‌ها و میوه‌ها تغذیه می‌کردند. خود فیثاغورس که به سن صدسالگی مرد در باب گوشت‌خواری گفته است: «خودتان را به خوراک چرکینی همچون گوشت آلوده نکنید.»

### همه چیز عدد است. (نقش اعداد)
فیثاغورس استدلال می‌کرد که جهان تحت حاکمیت اعداد قرار دارد. برای نمونه، او کشف کرد که نت موسیقی در ارتفاعی بالاتر، وقتی زه آلت موسیقی طولش نصف می‌شود تکرار می‌شود و تغییری در آن رخ نمی‌دهد؛ و همچنین دریافت که نسبت‌های ریاضی میان این نت‌ها و نت‌های دیگر، یک گام هشت نتی (یک اکتاو) تشکیل می‌دهند.

پیروان او این فکر را پیش بردند و ادعا کردند که فاصله‌های میان خورشید، ماه و سیاره‌ها مطابق‌اند با فواصل میان نت‌های موسیقایی، و نوعی موسیقی می‌آفرینند: «موسیقی هماهنگ افلاک».
«عدد حاکم بر شکل‌ها و تصورات است.» «فیثاغورس»
فیثاغورس گفت: «همه چیز عدد است.» این سخن را اگر از نقطه نظر جدید تفسیر کنیم منطقا بی‌معنی است. اما منظور فیثاغورس مطلقاً بی‌معنی نبود. فیثاغورس اهمیت اعداد را در موسیقی کشف کرد و رابطه‌ای که وی میان موسیقی و حساب پدیدآورد، هنوز در اصطلاحات ریاضی «معدل هارمونیک» و «تصاعد هارمونیک» برجای مانده است. فیثاغورس اعداد را به صورت اشکال در نظر می‌آورد چنان‌که روی وجه‌های تاس یا ورق بازی دیده می‌شود. ما هنوز اصطلاحات «عدد مربع» و «عدد مکعب» را به کار می‌بریم. این اصطلاحات را از فیثاغورس گرفته‌ایم.در نهایت او با کشف اعداد گنگ نظیر π و «رادیکال دو» حیرت‌زده شد.

### ستاره‌شناسی
او نخستین کسی بود که در بیش از ۵۰۰ سال پیش از میلاد مسیح، گرد بودن زمین را مطرح نمود و بیان کرد که زمین دارای دو قطب شمال و جنوب بوده و خورشید و ماه به دور زمین می‌گردند.

### قضیهٔ فیثاغورس
فیثاغورس دانشمند و ریاضی‌دان یونان باستان، با تحقیق بر روی مثلث قائم‌الزاویه به این نتیجه رسید که همواره مساحت مربعی که با وتر یک مثلث قائم الزاویه ساخته می‌شود برابر است با مجموع مساحت دو مربعی که با اضلاع مجاور زاویه قائم ساخته می‌شود و این قانون بعدها به عنوان رابطهٔ فیثاغورس نامیده شد. در هر مثلث قائم‌الزاویه، مجذور وتر برابر است با مجموع مجذور دو ضلع مجاور زاویهٔ قائمه.

## مرگ
فیثاغورسیان با دموکراسی یونانی، که در آن زمان بر ساموس حاکم بود، متضاد بودند؛ و چون این موضوع به مذاق مردم ساموس خوش نیامد، فیثاغورس به ناچار، زادگاهش را ترک گفت و به سمت شبه‌جزیره آپنین (از سرزمین‌های وابسته به یونان) رفت و در کراتون مقیم شد.
فیثاغورس در آنجا نیز توسط حامیان دموکراسی مورد آزار و اذیت قرار گرفت و نهایتاً مدرسه او مورد حمله قرار گرفت و او و شماری از شاگردانش توسط دموکراسی‌خواهان، کشته یا زنده زنده سوزانده شدند. بنابر روایت تاریخی دیگری او از دست دموکراسی‌خواهان وقتی در پی سوزاندن او بودند به کمک برخی دیگر از شاگردانش گریخت اما در حال فرار با ضربات زیادی به قتل رسید.
روایت دیگری که توسط پورفیری ثبت شده است، ادعا می‌کند که وقتی دشمنان فیثاغورس در حال آتش زدن خانه بودند، شاگردان فداکار او روی زمین دراز کشیدند تا با عبور از روی بدن‌های خود راهی برای فرار او ایجاد کنند. فیثاغورس موفق به فرار شد، اما از مرگ شاگردان محبوبش چنان مأیوس بود که خودکشی کرد.
یک روایت متفاوت هم که توسط دیوژن لارتیوس و هم ایامبلیکوس گزارش شده است بیان می‌کند که فیثاغورس تقریباً موفق به فرار شد، اما او در مسیر فرار خود به یک مزرعه باقالی رسید و از دویدن در آن امتناع کرد، زیرا انجام این کار آموزه‌های او را نقض می‌کرد، بنابراین از فرار کردن دست کشید و در همان‌جا کشته شد.

## دربارهٔ فیثاغورس
این جمله معروف را دوستدارانش در رثای او گفته‌اند: «Sic transit gloria mundi» یعنی 
افتخارات جهان چنین می‌گذرند
.

پروکلس لیکایوس دربارهٔ فیثاغورس می‌گوید:
فیثاغورس این علم (علم ریاضیات) را به شکل آزاد آموزشی، امتحان کردن قواعد آن از آغاز و جستجوی قضایا به روشی غیرمادی و ذهنی تغییر داد. او نظریه متناسب‌ها و ساخت اشکال کیهانی را کشف کرد.

## اثرگذاری بر فیلسوفان بعدی
راسل در کتاب تاریخ فلسفه خود می‌نویسد:
من جز فیثاغورث کسی را نمی‌شناسم که در عالم فکر به این اندازه مؤثر بوده باشد. این را بدین جهت می‌گویم که آنچه در بادی امر به عنوان مذهب افلاطونی جلوه می‌کند، پس از تجزیه و تحلیل، همان مذهب فیثاغوری از آب در می‌آید. مفهوم جهان ابدی، جهانی که بر عقل مکشوف می‌شود اما بر حس مکشوف نمی‌شود، تماماً از فیثاغورس گرفته شده است.
تکریم ریاضیات و الهات که با فیثاغورس آغاز شده، در یونان و قرون وسطی و عصر جدید تا شخص کانت، صفت مشخص فلسفه دینی شد. پیش از فیثاغورس کیش اورفئوسی به آن ادیان آسیایی که دارای مناسک سری بودند شباهت داشت. ولی در نظریات افلاطون و اگوستین قدیس و توماس آکویناس و دکارت و اسپینوزا و لایت نیتس، آمیزش گرمی میان دین و عقل، شوق و تحسین منطقی آنچه ابدی است، وجود دارد. این آمیزش از فیثاغورس سرچشمه می‌گیرد و به الهیات اروپا جنبه تعقلی می‌دهد.